# Woodrow (New York City)

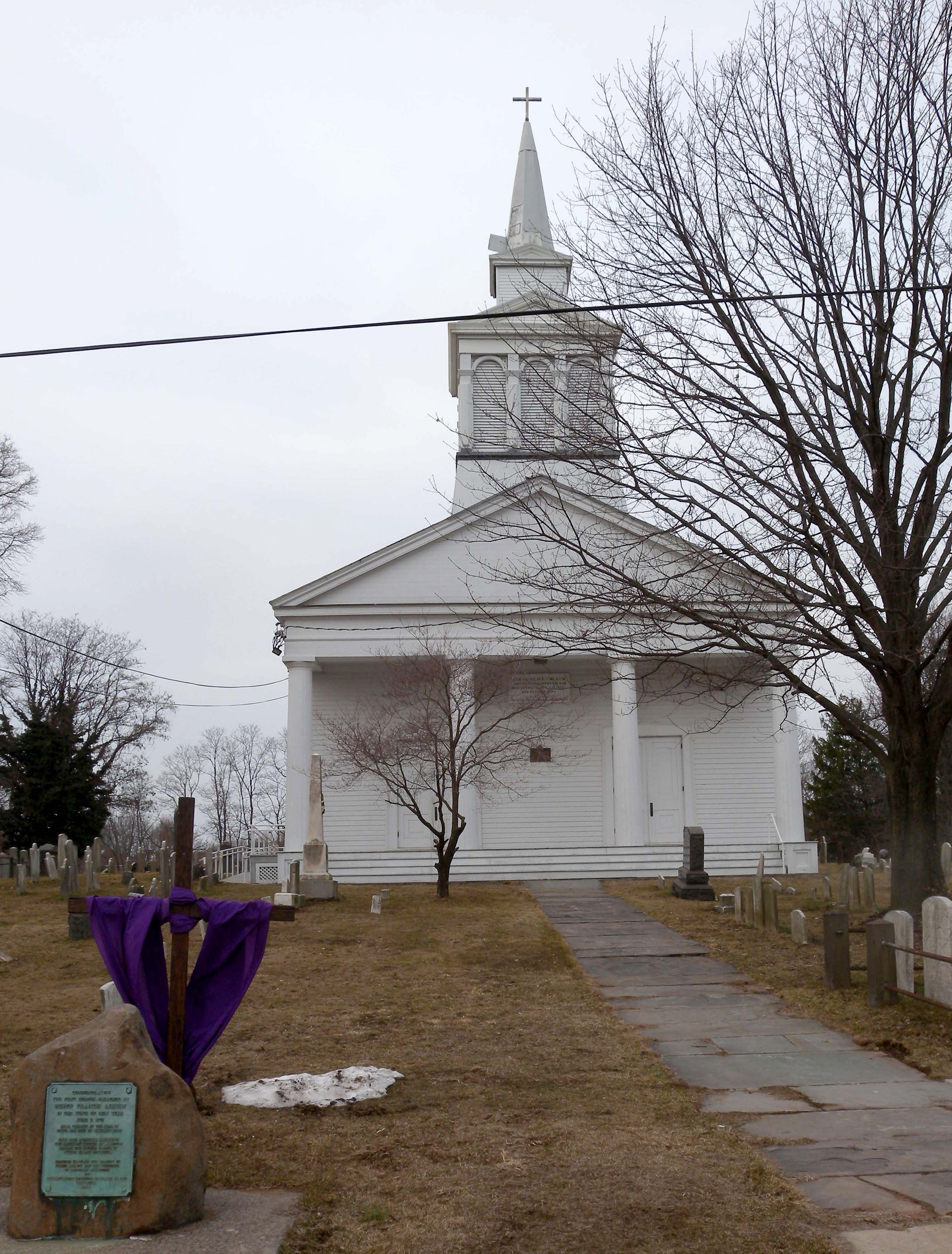
Blick nach Norden von der Woodrow Road auf die Woodrow United Methodist Church

Woodrow ist ein Stadtviertel im Süden von des Stadtbezirks (Borough) Staten Island, New York City.

## Lage
Woodrow grenzt im Westen an Sandy Ground, im Osten an Huguenot  im Süden an Prince’s Bay (getrennt durch den Korean War Veterans Parkway) und im Nordwesten an Rossville.

## Demografie und Charakter
Woodrow ist ein ruhiges, vorwiegend von Einfamilienhäusern geprägtes Wohnviertel mit einem hohen Anteil an Familien. Die Gegend zeichnet sich durch eine grüne, von Parks und Bäumen durchzogene Umgebung aus und bietet zahlreiche Freizeitmöglichkeiten. Die Bevölkerung ist kulturell vielfältig, was sich in der lokalen Gastronomie und den Geschäften widerspiegelt. Die Anwohner profitieren von einer guten Infrastruktur, darunter mehrere Schulen sowie nahegelegene Bibliotheken.

## Geschichte
Woodrow verdankt seinen Namen einer einflussreichen Landbesitzerfamilie, die im 18. Jahrhundert große Flächen in diesem Gebiet bewirtschaftete. Lange Zeit galt Woodrow als westlicher Teil von Huguenot, bis es sich als eigenständiges Viertel etablierte. Ein historisches Wahrzeichen ist die Woodrow United Methodist Church: Die erste Kirche wurde nach 1787 gegründet. Nach einem Brand wurde das heutige Gebäude 1842 errichtet und 1982 in das National Register of Historic Places aufgenommen.